# Nogowczyce

Logo Nogowczyc

Nogowczyce (dodatkowa nazwa w j. niem. Nogowschütz) – wieś w Polsce położona w województwie opolskim, w powiecie strzeleckim, w gminie Ujazd.

## Opis
Wieś Nogowczyce zajmuje powierzchnię 401,88 ha i jest najmniejszym sołectwem gminy Ujazd.
Nogowczyce sąsiadują z następującymi miejscowościami: Balcarzowice,Jaryszów,Sieroniowice w gminie Ujazd,woj.opolskie oraz z miejscowościami położonymi w województwie śląskim: Chechło (gmina Rudziniec), Kotulin i Proboszczowice (gmina Toszek).
Nogowczyce są członkiem Stowarzyszenia "Kraina św. Anny" i biorą udział w projekcie "Odnowa Wsi Opolskiej".
W pobliżu Nogowczyc (ok. 2 km na zachód od wsi) znajduje się węzeł drogowy "Nogowczyce" autostrady A4 E40 i drogi krajowej nr 88.

## Nazwa
Nazwa wsi wywodzi się od nazwiska "Noga" albo od ukształtowania terenu-leśna polana w kształcie spodni, staropolskie "nogawice".
Po raz pierwszy Nogowczyce zostały wzmiankowane 1 kwietnia 1404 roku, w akcie kupna połowy wsi Centawa przez Pecho von Nogabczicz. Spisujący dokument, zapewne,zapisał nazwę wsi błędnie i powinno tam być "Nogawczicz".
W 1587 roku nazwa Nogowczyc została zapisana jako "Nogawcžycze". W protokole z wizytacji parafii Chechło, z roku 1679, nazwę wsi zapisano "Nogowice" a w protokole z wizytacji parafii Jaryszów, do której należały Nogowczyce, nazwę zapisano jako "Logowczik". Protokół z wizytacji parafii Jaryszów, z roku 1687, podaje nazwę Nogowczyc jako "Nogowczitz".
W protokole z wizytacji parafii Jaryszów w roku 1738, nazwę wsi zapisano "Nogowczycz". W I połowie XVIII wieku nazwa wsi pojawia się po raz pierwszy na mapie.Na mapie księstwa opolskiego Johanna Wielanda wydawnictwa Hommans Erben, z roku 1736, Nogowczyce zaznaczono pod nazwą "Nogowtzitz".
Na mapie w atlasie "Kriegs-Carte von Schlesien" Christiana von Wrede, z 1749 roku, wpisana jest zniemczona nazwa wsi Nogowczyce – "Nogoftschütz". Po raz pierwszy zniemczona forma nazwy Nogowczyc pojawia się w 1743 roku - "Nogowtschütz". W rękopisie dzieła Friedricha Bernharda Wernera "Silesia in Compendio seu Topographia das ist Praesentatio und Beschreibung des Herzogthums Schlesiens, Pars III", z ok. 1770 roku, Nogowczyce są na mapie zaznaczone jako "Nogowtzitz".
Od połowy XVIII wieku do 1936 roku, nazwę wsi zapisywano przeważnie w zgermanizowanej formie "Nogowschütz". W alfabetycznym spisie miejscowości na terenie Śląska wydanym w 1830 roku we Wrocławiu przez Johanna Knie wieś występuje pod polską nazwą Nogowczyc oraz zgermanizowaną - Nogowschütz. Spis wymienia jako właścicieli wsi Posadowskich - szlachecki ród śląski.
W potocznej mowie miejscowej ludności zachowała się dawna nazwa wsi i mówiący gwarą śląską nazywali wieś "Nogowczice". Ze względu na polskie pochodzenie w 1936 roku nazistowska administracja III Rzeszy zmieniła nazwę wsi na nową, całkowicie niemiecką - "Wangschütz".
W I połowie XIX wieku ustalono brzmienie polskiej nazwy wsi "Nogowczyce", którą miejscowość otrzymała w 1945 roku. W listopadzie 2008 roku Nogowczyce otrzymały ponownie dodatkową nazwę w języku niemieckim "Nogowschütz".

## Przynależność administracyjna
Od 1945 roku do 1950 roku wieś należała administracyjnie do województwa śląskiego (potocznie województwo śląsko-dąbrowskie). Od 1950 roku Nogowczyce należą administracyjnie do województwa opolskiego.
Od 1945 roku do 29 września 1954 roku Nogowczyce były sołectwem gminy Zimna Wódka powiatu strzeleckiego województwa opolskiego, a od 30 września 1954 roku do 31 grudnia 1959 roku sołectwem gromada Sieroniowice powiatu strzeleckiego województwa opolskiego. Od 1 stycznia 1960 roku wieś była sołectwem gromady Zimna Wódka powiatu strzeleckiego województwa opolskiego a od 1 stycznia 1973 roku sołectwem gminy Ujazd powiatu strzeleckiego województwa opolskiego i od 1975 roku do 1998 roku sołectwem gminy Ujazd województwa opolskiego. Od 1998 roku Nogowczyce, ponownie są sołectwem gminy Ujazd powiatu strzeleckiego województwa opolskiego.
Od 1816 roku do 1945 roku wieś Nogowczyce (Gemeinde Nogowschütz) należała administracyjnie do Landkreis Gross Strehlitz (powiat ziemski Wielkie Strzelce), a wcześniej, od 1743 roku do 1816 roku do Kreis Gross Strehlitz (powiat strzelecki).
W czasach habsburskich (od 1532 roku do 1742 roku) wieś należała administracyjnie do starostwa toszeckiego księstwa opolskiego (Circulus Tostensis - powiat toszecki).
W czasach piastowskich (od II połowy XIV wieku do 1532 roku) wieś podlegała kasztelanii toszeckiej księstwa cieszyńskiego, od 1445 roku starostwu toszeckiemu księstwa toszeckiego i od 1497 roku starostwu toszeckiemu księstwa opolskiego.
W zakresie administracji kościelnej Nogowczyce należą do Parafii Wniebowzięcia Najświętszej Maryi Panny w Jaryszowie.

## Statystyki ludności
| Rok  | Liczba mieszkańców | mieszkający w wieś/ obszar dworski: | Wyznanie (kat./prot./żyd.) | język polski/ niemiecki | źródło informacji |
| ---- | ------------------ | ----------------------------------- | -------------------------- | ----------------------- | --- |
| 1724 | ok. 60             |                                     |                            |                         | Szacunek na podstawie protokołu z wizytacji parafii Jaryszów w roku 1724 [w :] Józef Pater -”Schematismen des FürstenbistumsBreslau 1724 und 1738”; Böhlau 1994                   |
| 1783 | 78                 |                                     |                            |                         | F. A.Zimmermann – „Beiträge zur Beschreibung von Schlesien.Band 2: Falkenbergscher Kreis“, Breslau 1783.                                                                          |
| 1820 | 133                |                                     |                            |                         | Leopold Krug/ Alexander August Mützell – „Neues Topograhisch-statistisch-geographisches Wörterbuch des preussischen Staats „3. Band Kr-O, Halle 1822                              |
| 1830 | 128                |                                     | 124 / 0 / 4                |                         | J. G. Knie/J. L. M. Melcher -“Alphabetisch-statistisch-topographische Übersicht der Dörfer, Flecken, Städte und anderen Orte der königl. preuß. Provinz Schlesien „, Breslau 1830 |
| 1845 | 157                |                                     | 155/2/0                    |                         | J. G. Knie- „ Alphabetisch-statistisch-topographische Übersicht der Dörfer, Flecken, Städte und anderen Orte der königl. preuß. Provinz Schlesien“, Breslau 1845                  |
| 1855 | 205                |                                     |                            |                         | Felix Triest-“Topographisches Handbuch von Oberschlesien. Erste Hälfte.“, Breslau 1864                                                                                            |
| 1861 | 242                |                                     | 229/13/0                   |                         | Felix Triest-“Topographisches Handbuch von Oberschlesien. Erste Hälfte.“, Breslau 1864                                                                                            |
| 1868 | 243                | 201/42                              |                            |                         | Die Ergebnisse der Grund- und Gebäudesteuerveranlagung im Regierungsbezirk Oppeln,hrsg. v. königlichen Finanzministerium, Berlin 1868                                             |
| 1885 | 180                | 155/45                              | 178/2/0                    |                         | Gemeindelexikon für die Provinz Schlesien auf Grund der Materialien der Volkszählung vom 1. Dezember 1885, Berlin 1887                                                            |
| 1895 | 180                | 134/46                              | 175/5/0                    |                         | Gemeindelexikon für die Provinz Schlesien auf Grund der Materialien der Volkszählung vom 2. Dezember 1895, Berlin 1898                                                            |
| 1905 | 176                | 133/43                              | 165/8/0                    | 148/15                  | Gemeindelexikon für die Provinz Schlesien auf Grund der Materialien der Volkszählung vom 1. Dezember 1905, Berlin 1908                                                            |
| 1910 | 177                | 131/46                              | 171/6/0                    | 171/6                   | Gemeindelexikon auf Grund der Ergebnisse der Volkszählung vom 1. Dezember 1910, Heft 6, Regierungsbezirk Oppeln, Berlin 1912                                                      |
| 1919 | ok. 185            | 136/? ok. 50                        |                            |                         | Einwohnerbuch f. d. Stadt und Kreis Groß-Strehlitz, 1927 |
| 1925 | 191                |                                     | 190/1/0                    |                         | Gemeindelexikon für den Freistaat Preußen nach dem endgültigen Ergebnisse der Volkszählung vom 16. Juni 1925, Band 7, Provinz Oberschlesien, Berlin 1932                          |
| 1933 | 265                |                                     |                            |                         | Einwohnerbuch f. d. Stadt und Kreis Groß-Strehlitz, 1938 |
| 1939 | 296                |                                     |                            |                         | Einwohnerbuch f. d. Stadt und Kreis Groß-Strehlitz, 1943 |